# Patuljasti vodenkonj
Patuljasti vodenkonj (lat. Hexaprotodon liberiensis) je predstavnik porodice Hippopotamidae. Živi u šumama i močvarama zapadne Afrike. To je noćna životinja biljojed. Visine je do 75 cm do ramena i težine oko 180 kilograma. Žive usamljeniji život nego nilski konji. Boja kože im je zelenkasto-crna. Prosječan životni vijek iznosi 35 godina. Trudnoća traje od 190 do 210 dana.
Postoje dvije podvrste:
- Hexaprotodon liberiensis liberiensis, Morton, 1849.
- Hexaprotodon liberiensis heslopi, Corbet, 1969.[1]

U Hrvatskoj patuljasti vodenkonji žive u Zoološkom vrtu grada Zagreba.